# Салидо, Орландо
Орландо Салидо (исп. Orlando Salido), род. 16 ноября 1980 года Сьюдад-Обрегон, Сонора, Мексика) — мексиканский боксёр-профессионал, выступавший в полулёгкой весовой категории (англ. Featherweight). Чемпион мира в полулёгком весе (по версии IBF, 2010, по версии WBO, 2011—2013, 2013—2014, 2014—2015.).

## Профессиональная карьера
Салидо дебютировал на профессиональном ринге в 1996 году в возрасте 15 лет. Первый бой проиграл нокаутом в 4-м раунде.
21 ноября 2001 года неожиданно переиграл по очкам бывшего чемпиона мира, голландца, Регилио Туура (44-3-1). В следующем бою проиграл близким решением другому бывшему чемпиону, Алехандро Гонсалесу.
22 марта 2002 года победил по очкам Лаймона Персона (17-0-1). В следующих боях Салидо побеждал опытных соперников.
18 сентября 2004 года Салидо вышел на ринг с чемпионом мира по версиям WBA и IBF с соотечественником, Хуаном Мануэлем Маркесом. Маркес победил по очкам и сохранил чемпионские пояса.
В ноябре 2006 года, Орландо победил по очкам чемпиона мира по версии IBF, Роберта Герреро. Но позже был обнаружен дополнительный допинг тест у Салидо, и поединок был признан несостоявшимся.
В декабре 2007 года, Орландо нокаутировал Гектора Хулио Авила (41-3) и завоевал статус обязательного претендента на чемпионский титул IBF. в октябре 2008 году в поединке за титул чемпиона по версии IBF, проиграл соотечественнику, Кристобалю Крусу (36-11). В мае 2010 года, в повторном бою Солидо победил Круса, и завоевал титул чемпиона мира по версии IBF. В сентябре 2010 года в объединительном бою проиграл титул кубинцу, Юриоркису Гамбоа (18-0).
В следующем бою неожиданно нокаутировал в 8-м раунде непобеждённого Хуана Мануэля Лопеса (30-0), и завоевал титул чемпиона мира по версии WBO в полулёгком весе. В мае 2012 года снова нокаутировал Лопеса.
В июле 2012 года в промежуточном 10-раундовом поединке нокаутировал в 3-м раунде боксёра из Чили Мойзеса Гутьерреса (21-4).
19 января 2013 года проиграл титул непобеждённому мексикано-американскому боксёру, Мигелю Анхелю Гарсии.
Позже Гарсия перешёл в другую весовую категорию, и Орландо Салидо стал основным претендентом на вакантный чемпионский титул. 12 октября в бою за вакантный титул, Орландо Салидо нокаутировал в 7-м раунде пуэрториканца, Орландо Круса, и стал чемпионом мира в третий раз.

### Бой с Василием Ломаченко
В первой защите новообретённого титула, Салидо встретился с двукратным олимпийским чемпионом, Василием Ломаченко, который вышел на бой с Салидо, имея опыт за плечами всего одного профессионального боя, но блистательная любительская карьера позволила ему получить шанс чемпионского боя в столь короткий срок. Несмотря на это, фаворитом у букмекеров всё же считался Ломаченко с коэффициентом 4,75 к 1. На взвешивании Салидо не вложился в лимит весовой категории (57 кг), и был лишён титула уже на взвешивании, и на сам поединок он вышел в с весом 67 кг, в то время как Василий вышел с весом 62 кг. Бой вышел достаточно осторожным с обилием нарушений правил со стороны мексиканца. Салидо регулярно бил ниже пояса, но так ни разу и не был оштрафован. Середину боя взял Салидо за счёт давления и прессинга. Начало боя и концовка были за небольшим преимуществом Ломаченко. В конце 12-го раунда Ломаченко сильно потряс чемпиона, но опытный мексиканец смог удержаться и достоять до гонга. По итогам судейских записок, спорным судейским решением победил Орландо Салидо. Ломаченко не смог совершить историческое событие, став первым человеком, который стал чемпионом мира в столь короткий срок.
При анализе поединка, было определено, что Салидо за бой нанёс Ломаченко 41 удар ниже пояса.

## Таблица боёв
В таблице перечислены результаты всех поединков боксёров.
В каждой строке указан результат поединка. Дополнительно номер поединка обозначен цветом, который обозначает итог поединка. Расшифровка обозначений и цветов представлена в нижеследующей таблице.
| Пример | Расшифровка                     |
| ------ | ------------------------------- |
|        | Победа                          |
|        | Ничья                           |
|        | Поражение                       |
|        | Планируемый поединок            |
|        | Поединок признан несостоявшимся |
| КО     | Нокаут                          |
| ТКО    | Технический нокаут              |
| PTS    | Решение судей (по очкам)        |
| UD     | Единогласное решение судей      |
| MD     | Решение большинства судей       |
| SD     | Раздельное решение судей        |
| RTD    | Отказ от продолжения боя        |
| DQ     | Дисквалификация                 |
| NC     | Поединок признан несостоявшимся |

| Результат | Соперник                    | Результат         | Дата             | Место боя               | Комментарии |
| --------- | --------------------------- | ----------------- | ---------------- | ----------------------- | --- |
| 44-14-4   | Мигель Роман (57-12-0)      | TKO 9 (10), 1:43  | 9 декабря 2017   | Лас-Вегас, США          | Салидо в нокдауне в 4-м, 8-м, и 9-м раундах. |
| 44-13-4   | Аристидес Перес (30-9-2)    | RTD 7 (10), 3:00  | 27 мая 2017      | Сьюдад-Обрегон, Мексика | Перес не вышел на восьмой раунд. |
| 43-13-4   | Франсиско Варгас (23-0-1)   | MD (12)           | 4 июня 2016      | Карсон, США             | 113-115, 114-114, 114-114. Бой за титул чемпиона по версии WBC во втором полулёгком весе. |
| 43-13-3   | Роман Мартинес (29-2-2)     | SD (12)           | 12 сентября 2015 | Лас-Вегас, США          | 113-115, 115-113, 114-114. Бой за титул чемпиона по версии WBO во втором полулёгком весе. |
| 43-13-2   | Роман Мартинес (28-2-2)     | UD (12)           | 11 апреля 2015   | Сан-Хуан, Пуэрто-Рико   | Утратил титул чемпиона по версии WBO во втором полулёгком весе. |
| 43-12-2   | Тердсак Кокиетджим (53-4-1) | TKO 11 (12), 0:16 | 20 сентября 2014 | Тихуана, Мексика        | Завоевал титул временного чемпиона по версии WBO во втором полулёгком весе. |
| 42-12-2   | Василий Ломаченко (1-0)     | SD (12)           | 1 марта 2014     | Сан-Антонио, США        | 116-112, 115-113, 113-115. Не защитил титул WBO в полулёгком весе (превышение веса). |
| 41-12-2   | Орландо Крус (20-2-1)       | TKO 7 (12), 1:05  | 12 октября 2013  | Лас-Вегас, США          | Выиграл вакантный титул WBO в полулёгком весе. |
| 40-12-2   | Мигель Анхель Гарсия (30-0) | TD 8 (12)         | 19 января 2013   | Нью-Йорк, США           | 69-79, 69-79, 70-79. Потерял титул WBO в полулёгком весе. |
| 40-11-2   | Мойзес Гутьеррес (21-4)     | TKO 3 (10), 2:49  | 28 июля 2012     | Тепик, Мексика          | |
| 39-11-2   | Хуан Мануэль Лопес (31-1)   | TKO 10 (12), 0:32 | 10 марта 2012    | Сан-Хуан, Пуэрто-Рико   | Защитил титул WBO в полулёгком весе. |
| 38-11-2   | Венг Хая (15-3)             | TKO 8 (10), 0:35  | 17 декабря 2011  | Сьюдад-Обрегон, Мексика | Бой во втором полулёгком весе. |
| 37-11-2   | Кэнъити Ямагути (17-1-2)    | TKO 11 (12), 2:50 | 23 июля 2011     | Сьюдад-Обрегон, Мексика | Защитил титул WBO в полулёгком весе. |
| 36-11-2   | Хуан Мануэль Лопес (30-0)   | TKO 8 (12), 1:30  | 16 апреля 2011   | Баямон, Пуэрто-Рико     | Выиграл титул WBO в полулёгком весе. Нанес Лопесу первое поражение в профессиональной карьере. |
| 35-11-2   | Юриоркис Гамбоа (18-0)      | UD (12)           | 11 сентября 2010 | Лас-Вегас, США          | align=left109-114, 109-116, 109-115. Гамбоа в нокдауне в 8 раунде, оштрафован на 2 очка в 12 раунде; Салидо 2 раза в нокдауне в 12 раунде. Бой за титул WBA Super и вакантный титул IBF в полулёгком весе. |
| 35-10-2   | Кристобаль Крус (39-11-2)   | SD (12)           | 15 мая 2010      | Сьюдад-Обрегон, Мексика | 117-109, 117-109, 116-110. Крус 2 раза в нокдауне во 2 раунде. Выиграл титул IBF в полулёгком весе (первый титул чемпиона мира в карьере Салидо).                                                          |